# Asclepias virletii
Asclepias virletii är en oleanderväxtart som beskrevs av Fourn.. Asclepias virletii ingår i släktet sidenörter, och familjen oleanderväxter. Inga underarter finns listade i Catalogue of Life.